# Steinhausen
Steinhausen es una comuna suiza del cantón de Zug. Limita al norte con las comunas de Knonau (ZH) y Kappel am Albis (ZH), al este con Baar, al sur con Zug, y al oeste con Cham
Hasta el fin de la antigua Confederación en 1798, Steinhausen era una localidad de la ciudad de Zug, pero a partir de la proclamación de la República Helvética el territorio adquirió el estatus de comuna. 
En 1904 llegó el ferrocarril a Steinhaus, actualmente la localidad esta cubierta por la línea S1 de los trenes regionales zuriqueses.